# As Aventuras de Poliana - O Filme
As Aventuras de Poliana - O Filme é um filme de comédia brasileiro produzido pela Panorâmica Filmes e coproduzido pelo SBT Filmes em parceria e distribuição de Warner Bros.. Dirigido por Cláudio Boeckel e escrito por Íris Abravanel, o filme estreou nos cinemas em 30 de novembro de 2023 nos cinemas brasileiros. Estrelado por  Sophia Valverde, Igor Jansen, Enzo Krieger e Duda Pimenta trata-se de um spin-off telenovela homônima As Aventuras de Poliana e de sua sequência Poliana Moça.

## Enredo
Poliana e seus amigos precisam definir o que farão agora que se formaram. 
A jovem quer estudar em uma faculdade no exterior, porém Otto, seu pai, não permite que a filha estude fora do país por não achar que ela seja madura o suficiente. Para tentar realizar seu sonho, Poliana tem uma ideia: trabalhar no Maya Palace, um Ecoresort paradisíaco à beira-mar, para provar sua independência. João, seu namorado, Kessya e Luigi topam ir junto. Porém, nada no hotel é o que parece ser.

## Elenco
- Sophia Valverde como Poliana D'Ávila Monteiro (Poli)
- Igor Jansen como João Goulart Vasconcellos
- Enzo Krieger como Luigi Vinhedo Antunes
- Duda Pimenta como Kessya Soares
- Barbara França como Germana Maya
- Larissa Bocchino como Cíntia Soares
- Pablo Morais como Leonardo Sales (Leo)
- Dalton Vigh como César Pendleton / Otto Monteiro
- Jackson Antunes como Salviano Maya
- Pietra Quintela como Lorena D'Ávila